# Campionato Sammarinese
Il Campionato Sammarinese, anche noto in passato come Campionato Dilettanti, è l'unico campionato di calcio di San Marino.
Istituito nel 1985, è organizzato sin dalla prima edizione dalla Federazione Sammarinese Giuoco Calcio. Situato al 55º e ultimo posto del ranking UEFA per campionati nazionali, il torneo dà alla squadra vincitrice il diritto alla partecipazione al primo turno preliminare di UEFA Champions League e alla seconda classificata l'accesso al primo turno preliminare di UEFA Europa Conference League.
La squadra campione ottiene il diritto alla disputa della Supercoppa sammarinese contro la vincente della Coppa Titano, la coppa nazionale.

## Formula
Dal 2018-2019 il campionato si articola in tre fasi. Le 15 squadre partecipanti vengono suddivise in due gironi all'italiana, A e B, con partite di sola andata. Le prime quattro classificate di ciascun girone vanno a formare il gruppo Q1 della seconda fase, le rimanenti il gruppo Q2: entrambi i gruppi della seconda fase prevedono partite di andata e ritorno.
Al termine della seconda fase, accedono ai play-off le prime 6 classificate del Q1, la prima classificata del Q2 e la vincente dello spareggio tra la seconda e la terza classificata del Q2, a condizione che la terza non abbia un distacco superiore ai 5 punti, in caso contrario, accederà ai play-off direttamente la seconda classificata del Q2.
I play-off si disputano con un tabellone ad eliminazione diretta, con la prima del Q1 che sfida la vincente dello spareggio del Q2, la seconda del Q1 gioca contro la prima del Q2, e poi la terza contro la sesta e la quarta contro la quinta del Q1. I quarti di finale e le semifinali si svolgono in gare di andata e ritorno senza tempi supplementari o rigori: nel caso in cui la somma delle reti delle due squadre risulti identico, sarà la squadra meglio classificata durante le fasi precedenti ad accedere al turno successivo. La finale che decreterà il campione di San Marino si giocherà in gara unica con la possibilità di supplementari e tiri di rigore.
La vincitrice del campionato accede al primo turno preliminare di UEFA Champions League e la seconda e la terza classificate al primo turno preliminare di UEFA Europa League. Mentre la vincitrice della Coppa Titano andrà ai preliminari di UEFA Conference League.
Il campionato si svolge tra le suddette 15 squadre, ma il terreno di gioco per ogni partita viene sorteggiato tra quelli disponibili nei territori della Repubblica:
- Campo sportivo di Dogana, 500 posti;
- Campo sportivo di Fiorentino, 700 posti;
- Campo sportivo di Fonte dell'Ovo, 500 posti;
- Stadio Serravalle B, 700 posti;
- Campo sportivo di Domagnano, 500 posti.
- Campo sportivo di Montegiardino, 500 posti
- Acquaviva, 1000 posti

La finale del torneo si gioca nel San Marino Stadium di Serravalle, dotato di 4.877 posti a sedere.

## Storia

### I primi tornei estivi
Già a partire dagli anni Venti il calcio fu presente nella Repubblica di San Marino e nel 1928 nacque la prima squadra, la Libertas, seguita dall'Unione Sportiva Titania.
La Federazione Sammarinese Giuoco Calcio nacque nel 1931 e il primo antenato del Campionato Sammarinese, sorto sotto il patrocinio dell'Ente Sammarinese per le Attività Sportive, si svolse nel 1937; vi parteciparono quattro squadre: la Libertas di Borgo Maggiore, la Castellana di Serravalle, La Fiorita di Montegiardino e La Serenissima di Città di San Marino. La prima giornata si giocò il 21 aprile ed il torneo si concluse con la vittoria della Libertas, che si ripeterà anche nella seconda edizione l'anno successivo.
Ci fu poi una pausa dovuta alla seconda guerra mondiale e alle sue conseguenze. Si riprese nel 1950; le squadre iscritte al torneo furono sempre quattro, ma con due novità: La Fiorita e La Serenissima vennero sostituite dal Kursaal e da La Guaita, entrambe di San Marino Città. Come nel 1937, si giocò solo sul campo di Borgo Maggiore e al termine del torneo di una settimana trionfò ancora una volta la formazione di casa. Successivamente nel 1954, nel 1958, nel 1959 e nel 1961 vennero organizzate altre quattro edizioni di questo torneo estivo, tutte vinte dalla Libertas. Questi tornei non verranno poi considerati come edizioni del Campionato, ma equiparati alla Coppa Titano, manifestazione che nascerà soltanto nel 1965.
Nel contempo, oltre a questi tornei, nel 1959 la federazione allestì la Serenissima, che poi prenderà il nome di San Marino Calcio, con l'obiettivo di partecipare esclusivamente al campionato italiano di calcio dopo che, nella stagione precedente, era stata la Libertas/Tre Penne a giocare nelle divisioni italiane.

### La nascita negli anni ottanta
Nel 1980 ci fu il primo abbozzo di un vero e proprio campionato sammarinese, necessario perché la Federazione fosse riconosciuta dagli organi internazionali del calcio (UEFA e FIFA); dopo cinque edizioni di prova, nel 1985 partì il primo campionato ufficiale, affiliato provvisoriamente alla FIFA. 
Il Campionato sammarinese di calcio 1985-1986 venne presentato alla stampa il 2 ottobre 1985 e fu giocato in un'unica serie, con un girone all'italiana unico di 17 squadre e gare di sola andata. Le prime 9 classificate formarono la stagione successiva la prima divisione, Serie A1, mentre le ultime 8 la seconda, Serie A2. Il 27 aprile 1986 la stagione si concluse con la vittoria del Faetano.
Nel 1986 si passò quindi a due divisioni ed il campionato di Serie A1 1986-1987 fu organizzato con girone all'italiana, con gare di andata e ritorno. Le prime quattro classificate ebbero accesso ai play-off, mentre le ultime due retrocessero nella Serie A2. La finale del campionato, disputata tra La Fiorita di Montegiardino ed il Faetano dell'omonimo castello, venne vinta 2-0 da La Fiorita, che si aggiudicò il titolo.
L'edizione 1987-1988 vide una modificazione dei due campionati, con la A1 che passò da nove a dieci squadre e la A2 che venne ridotta da otto a sei. La formula rimase invariata, con play-off per le prime quattro e retrocessione per le ultime due classificate. La finale venne vinta dalla Tre Fiori sulla Virtus ai tiri di rigore per 6-5.
Nelle prime sette edizioni ci fu un sostanziale equilibrio, con sempre un vincitore diverso rispetto alla stagione precedente, ma dal 1992-1993 il Tre Fiori conquistò tre titoli consecutivi. Il ciclo venne interrotto dalla Libertas, mattatrice dei tornei estivi di inizio secolo, che vinse il suo primo campionato nella stagione 1995-1996.
Dall'edizione 1996-1997 il campionato si svolse nuovamente in un'unica serie, divisa in due gironi all'italiana, A e B. Tra il girone di andata e il girone di ritorno, dove le squadre incontravano le avversarie dei rispettivi gironi, si giocava l’intergirone, con le formazioni del primo gruppo che affrontavano quelle del secondo in gare di sola andata. Le prime tre classificate di ogni girone si qualificavano ai play-off per l'assegnazione del titolo. La Folgore si aggiudicò il primo campionato con la nuova formula, battendo in finale La Fiorita per 2-1. Arriveranno tre scudetti in quattro anni, inframezzati dal Faetano. Nel 2000 avvenne la fusione tra la Società Sportiva Juvenes ed il Gruppo Sportivo Dogana e questo fece sì che il campionato scendesse a 15 squadre, senza però mutare la formula.

### Il nuovo millennio con l'accesso all'Europa
Il primo campionato del XXI secolo terminò con la vittoria del Cosmos, ma la gioia gialloverde durò solo un anno, perché dalla stagione successiva iniziò il dominio del Domagnano, che durò quattro anni con una parentesi interna, quella dell’annata 2003-2004, griffata Pennarossa. I sei titoli in palio dal 2005 al 2011 vennero spartiti fra due sole squadre, Murata e Tre Fiori, che firmarono una tripletta a testa. La seconda fu quella del Tre Fiori, che in questa maniera ripeté la straordinaria performance del triennio 1992-1995.
Le stagioni 2011-2012 e 2012-2013 premiarono il Tre Penne, che poi si ripeté anche nel 2015-2016 dopo i trionfi di La Fiorita e Folgore. Nella stagione 2016-2017 a sollevare il più ambito trofeo della Repubblica fu di nuovo La Fiorita, nell'anno del suo Cinquantenario, mentre il titolo della stagione 2017-2018 finì nella bacheca della società di Montegiardino.
Il format rimarrà invariato fino alla stagione 2018-2019, quando venne inserita la seconda fase a gironi e il playoff successivo a eliminazione diretta. Formula che fino ad ora si è disputata solo una volta in quanto nel 2019-2020 la Pandemia di COVID-19 costrinse la Federazione a interrompere il campionato e nella stagione successiva a modificare il format, optando un girone unico di sola andata, per ridurre il numero di partite e terminare il torneo regolarmente.
Nel 2006 l'UEFA concesse alla federazione sammarinese la partecipazione di una squadra alle competizioni europee, garantendo un posto nella Coppa UEFA. La squadra vincitrice del campionato 2005-2006, il Murata che batté in finale la Pennarossa, ebbe accesso al primo turno preliminare della Coppa UEFA 2006-2007 per la prima volta nella storia di una squadra del Titano. Dall'anno successivo invece, la prima classificata in campionato ebbe accesso al primo turno preliminare della UEFA Champions League, con invece la seconda classificata, ovvero la squadra sconfitta nella finale per lo scudetto, ai preliminari di Europa League. Fu ancora il Murata, che vinse il campionato 2006-2007 battendo la Libertas 5-0, ad avere per la prima volta la possibilità di partecipare alla successiva Champions League. Per via della riforma delle competizioni europee dal 2021 San Marino non qualificherà più una squadra alla UEFA Europa League ma porterà due squadre alla UEFA Europa Conference League, la nuova competizione della UEFA, la terza per importanza, aumentando così il numero di partecipanti ogni anno alle competizioni internazionali.

## Partecipazioni al campionato
Sono 19 le squadre ad aver preso parte alle 41 edizioni del Campionato Sammarinese che sono state disputate dal 1985-1986 al 2025-2026 (si riportano in grassetto le squadre attualmente militanti):
- 40 volte:  Faetano,  Libertas,  Murata
- 39 volte:  Cailungo,  Domagnano,  Tre Fiori
- 38 volte:  Fiorentino,  Folgore,  La Fiorita
- 37 volte:  Virtus
- 36 volte:  Cosmos
- 35 volte:  San Giovanni
- 33 volte:  Tre Penne
- 30 volte:  Pennarossa
- 25 volte:  Juvenes/Dogana
- 9 volte:  Dogana,  Juvenes
- 3 volte:  San Marino Academy U22
- 1 volta:  Aurora

## Le squadre
Nel Campionato Sammarinese giocano sedici squadre di calcio sammarinesi che sono:
| Squadra                | Castello            |
| ---------------------- | ------------------- |
| Cailungo               | Borgo Maggiore      |
| Cosmos                 | Serravalle          |
| Domagnano              | Domagnano           |
| Faetano                | Faetano             |
| Fiorentino             | Fiorentino          |
| Folgore                | Serravalle          |
| Juvenes/Dogana         | Serravalle          |
| La Fiorita             | Montegiardino       |
| Libertas               | Borgo Maggiore      |
| Murata                 | Città di San Marino |
| Pennarossa             | Chiesanuova         |
| San Giovanni           | Borgo Maggiore      |
| San Marino Academy U22 | Città di San Marino |
| Tre Fiori              | Fiorentino          |
| Tre Penne              | Città di San Marino |
| Virtus                 | Acquaviva           |

## Albo d'oro
Di seguito è riportato l'albo d'oro del campionato sammarinese di calcio. Dal 1985 a oggi il campionato è stato vinto, almeno una volta, da 12 squadre diverse.
- 1985-1986:  Faetano (1º)
- 1986-1987:  La Fiorita (1º)
- 1987-1988:  Tre Fiori (1º)
- 1988-1989:  Domagnano (1º)
- 1989-1990:  La Fiorita (2º)
- 1990-1991:  Faetano (2º)
- 1991-1992:  Fiorentino (1º)
- 1992-1993:  Tre Fiori (2º)
- 1993-1994:  Tre Fiori (3º)
- 1994-1995:  Tre Fiori (4º)
- 1995-1996:  Libertas (1º)
- 1996-1997:  Folgore (1º)
- 1997-1998:  Folgore (2º)
- 1998-1999:  Faetano (3º)

- 1999-2000:  Folgore (3º)
- 2000-2001:  Cosmos (1º)
- 2001-2002:  Domagnano (2º)
- 2002-2003:  Domagnano (3º)
- 2003-2004:  Pennarossa (1º)
- 2004-2005:  Domagnano (4º)
- 2005-2006:  Murata (1º)
- 2006-2007:  Murata (2º)
- 2007-2008:  Murata (3º)
- 2008-2009:  Tre Fiori (5º)
- 2009-2010:  Tre Fiori (6º)
- 2010-2011:  Tre Fiori (7º)
- 2011-2012:  Tre Penne (1º)
- 2012-2013:  Tre Penne (2º)

- 2013-2014:  La Fiorita (3º)
- 2014-2015:  Folgore (4º)
- 2015-2016:  Tre Penne (3º)
- 2016-2017:  La Fiorita (4º)
- 2017-2018:  La Fiorita (5º)
- 2018-2019:  Tre Penne (4º)
- 2019-2020:  Tre Fiori (8º)
- 2020-2021:  Folgore (5º)
- 2021-2022:  La Fiorita (6º)
- 2022-2023:  Tre Penne (5º)
- 2023-2024:  Virtus (1º)
- 2024-2025:  Virtus (2º)

## Campionati vinti
| Squadra    | Titoli | Edizioni                                                                               |
| ---------- | ------ | -------------------------------------------------------------------------------------- |
| Tre Fiori  | 8      | 1987-1988, 1992-1993, 1993-1994, 1994-1995, 2008-2009, 2009-2010, 2010-2011, 2019-2020 |
| La Fiorita | 6      | 1986-1987, 1989-1990, 2013-2014, 2016-2017, 2017-2018, 2021-2022                       |
| Folgore    | 5      | 1996-1997, 1997-1998, 1999-2000, 2014-2015, 2020-2021                                  |
| Tre Penne  | 5      | 2011-2012, 2012-2013, 2015-2016, 2018-2019, 2022-2023                                  |
| Domagnano  | 4      | 1988-1989, 2001-2002, 2002-2003, 2004-2005                                             |
| Faetano    | 3      | 1985-1986, 1990-1991, 1998-1999                                                        |
| Murata     | 3      | 2005-2006, 2006-2007, 2007-2008                                                        |
| Virtus     | 2      | 2023-2024, 2024-2025                                                                   |
| Cosmos     | 1      | 2000-2001                                                                              |
| Libertas   | 1      | 1995-1996                                                                              |
| Fiorentino | 1      | 1991-1992                                                                              |
| Pennarossa | 1      | 2003-2004                                                                              |

## Partecipazioni ai tornei internazionali
| Squadra               | UCL | CU + UEL | UECL | Totale |
| --------------------- | --- | -------- | ---- | ------ |
| Tre Penne             | 4   | 6        | 3    | 13     |
| La Fiorita            | 3   | 7        | 3    | 13     |
| Folgore               | 2   | 5        | 1    | 8      |
| Tre Fiori             | 4   | 2        | 1    | 7      |
| Libertas              | 0   | 4        | 0    | 4      |
| Juvenes/Dogana        | 0   | 4        | 0    | 4      |
| Murata                | 2   | 1        | 0    | 3      |
| Domagnano             | 0   | 3        | 0    | 3      |
| Virtus                | 1   | 0        | 0    | 1      |
| Faetano               | 0   | 1        | 0    | 1      |
| Cosmos                | 0   | 1        | 0    | 1      |
| Pennarossa            | 0   | 1        | 0    | 1      |
| Totale partecipazioni | 15  | 35       | 6    | 56     |

Nota: Le squadre non presenti in tabella non hanno mai partecipato a una competizione internazionale.